# Divina Misericòrdia

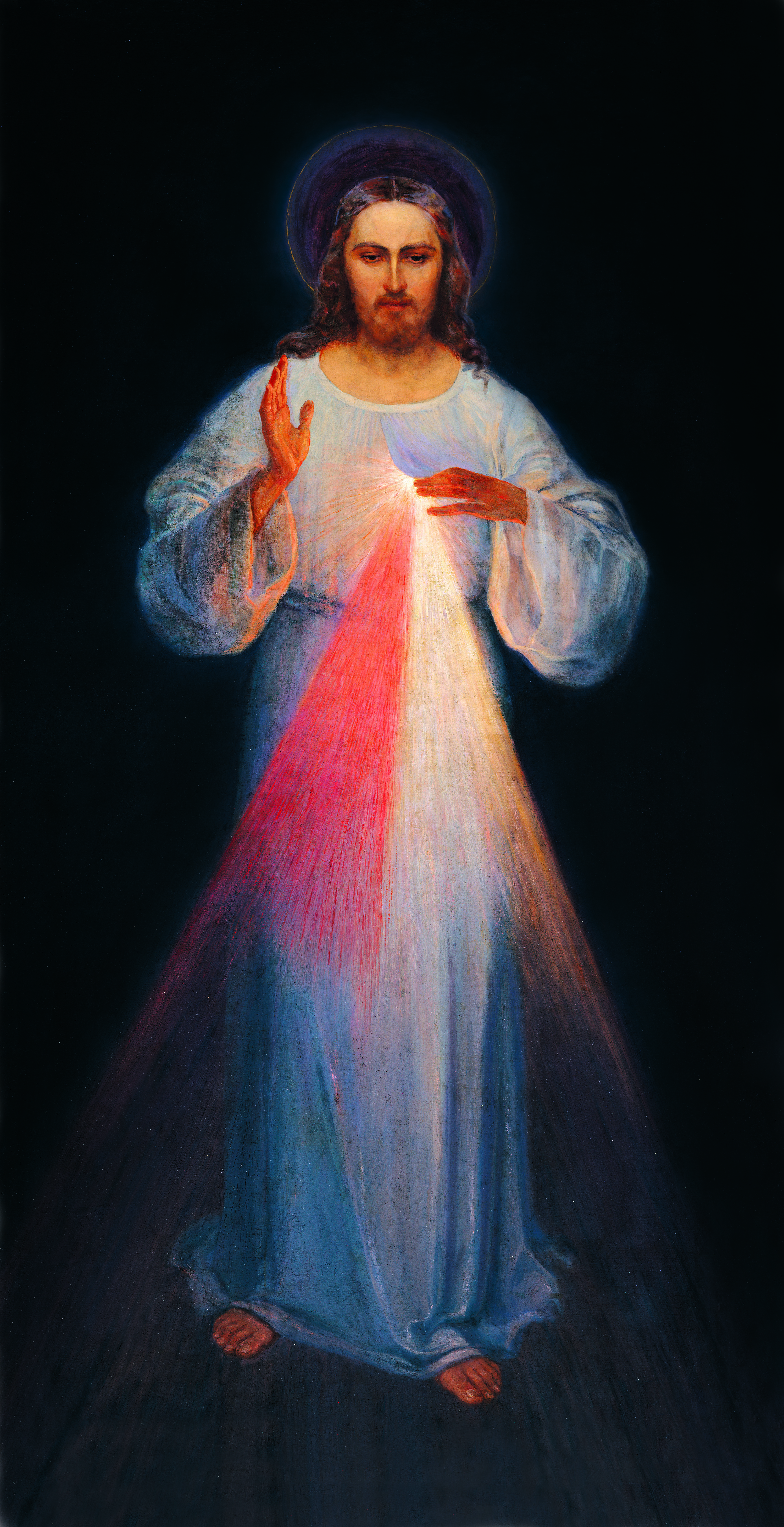
La imatge de la Divina Misericòrdia o de Jesús misericordiós és la imatge de Jesús pintada d'acord amb les descripcions de la visió de Jesús de Santa Faustina Kowalska.

La devoció de la Divina Misericòrdia és una devoció catòlica que està centrada en la misericòrdia o amor de Jesús, que es considera l'última taula de salvació. La misericòrdia de Jesús ens permetrà estar amb Ell en la vida eterna. És l'única i última taula de salvació. S'accedeix a la misericòrdia de Jesús a través de la confiança en Ell.
L'espiritualitat d'aquesta devoció està centrada en la misericòrdia de Jesús i en l'Eucaristia. La misericòrdia de Jesús és l'amor que Ell té per totes les persones i que el porta a perdonar, a tenir compassió de nosaltres i a ajudar-nos. Aquesta misericòrdia és infinita i superior a tot, és la principal prerrogativa de Jesús. L'Eucaristia, de la qual s'encoratja l'adoració en el Santíssim Sagrament, és la font de la misericòrdia, és Jesús present en nosaltres.
Aquesta devoció està basada en els escrits de la monja polonesa santa Faustina Kowalska, on va recollir els missatges que va experimentar en el seu interior que Jesús li adreçava.
Aquesta devoció consta de l'oració de la corona o coroneta de la Divina Misericòrdia, el missatge de la Divina Misericòrdia, la imatge de la Divina Misericòrdia o de Jesús misericordiós, la Festa de la Divina Misericòrdia i l'hora de la misericòrdia. A més, cal afegir les obres de misericòrdia cap als altres.

## Missatge de la Divina Misericòrdia
Santa Faustina va escriure en el seu diari les següents paraules de Jesús on descriu les característiques de la seva misericòrdia:
- "Tota ànima que cregui i tingui confiança en la meva misericòrdia, l'obtindrà".
- "L'última taula de salvació consisteix a recórrer a la meva misericòrdia".
- "Les ànimes que venerin la meva misericòrdia... resplendiran amb una resplendor especial en la vida futura. Cap d'elles anirà al foc de l'infern. Defensaré de manera especial a cadascuna a l'hora de la mort".
- "Que no tingui por d'apropar-s'hi l'ànima feble, pecadora, i encara que tingui més pecats que grans de sorra hi ha a la terra, tot desapareixerà en l'abisme de la meva misericòrdia".
- "A les ànimes que propaguin la devoció a la meva misericòrdia, les protegiré durant tota la vida com una mare amorosa el seu nadó i a l'hora de la mort no seré per a elles Jutge, sinó Salvador misericordiós".
- "No puc castigar ni tan sols al pecador més gran si ell suplica la meva compassió, sinó que el justificaré en la meva insondable i impenetrable misericòrdia".
- "El qui no vulgui passar per la porta de la meva misericòrdia, ha de passar per la porta de la meva justícia".
- "Jo sóc el mateix amor i la mateixa misericòrdia."

## Coroneta de la Divina Misericòrdia

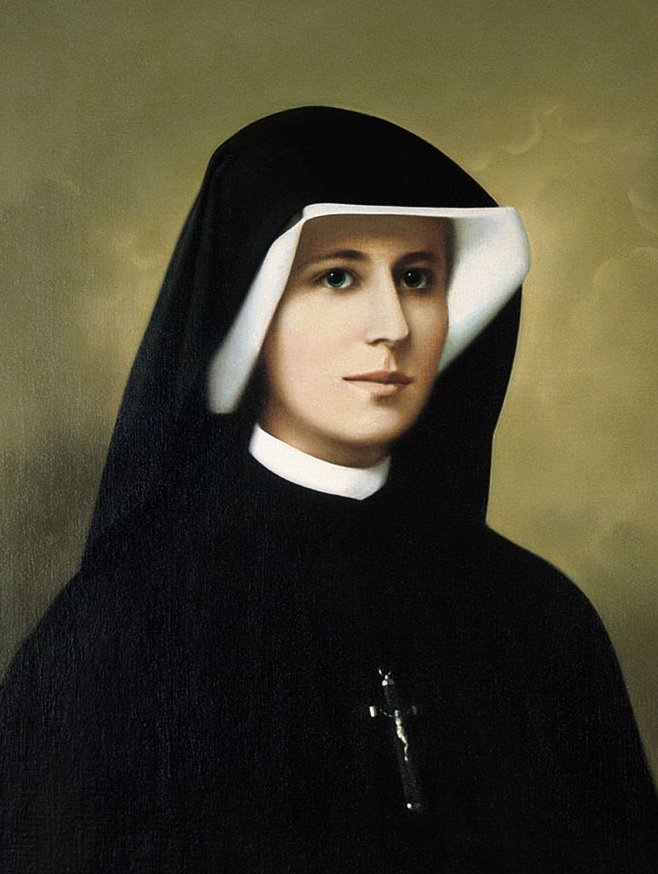
Santa Faustina Kowalska.

La Coroneta o corona de la Divina Misericòrdia és una oració que Santa Faustina Kowalska va experimentar en el seu interior, que Jesús li ensenyà i que ella va recollir en el seu diari.
Jesús li va dir que a qui resés aquesta oració la Divina misericòrdia el protegiria durant la vida, rebria gran misericòrdia i se li atorgarien immenses gràcies, i que alhora fos recomanada com a última taula de salvació a les ànimes.
Promeses:
Santa Faustina Kowalska, va escriure en el seu diari les següents promeses de Jesús per a qui resi aquesta oració:
- "Atorgaré immenses gràcies a les ànimes que resin aquesta coroneta."
- "Resa contínuament aquesta coroneta... qualsevol que la resi rebrà gran misericòrdia a l'hora de la mort. Els sacerdots la recomanaran als pecadors com a ÚLTIMA TAULA DE SALVACIÓ. Fins i tot el pecador més empedreït, si resa aquesta coroneta una sola vegada, rebrà la gràcia de la meva misericòrdia infinita".
- "A les ànimes que resin aquesta coroneta, la meva misericòrdia les embolcarà durant la vida i especialment a l'hora de la mort."
- "Quan resin aquesta coroneta al costat dels moribunds, em posaré entre el Pare i l'ànima que agonitza no com a Jutge just, sinó com a Salvador misericordiós".

Manera de resar-la:
1) Es diu primer: un parenostre, una avemaria, un credo i un glòria.
2) A continuació es resen 5 desenes (com si es resés el rosari).
Cada desena consta de:
"Pare Etern, t'ofereixo el Cos, la Sang, l'Ànima i la Divinitat del teu estimadíssim Fill, Nostre Senyor Jesucrist, com a expiació dels nostres pecats i els del món sencer". Seguit de 10 vegades: "Per la seva dolorosa Passió, tingues misericòrdia de nosaltres i del món sencer".
3) Finalment, acabades les 5 desenes, es repeteix tres vegades:
"Sant Déu, Sant Fort, Sant Immortal, tingues misericòrdia de nosaltres i del món sencer".

## Imatge de la Divina Misericòrdia o de Jesús misericordiós

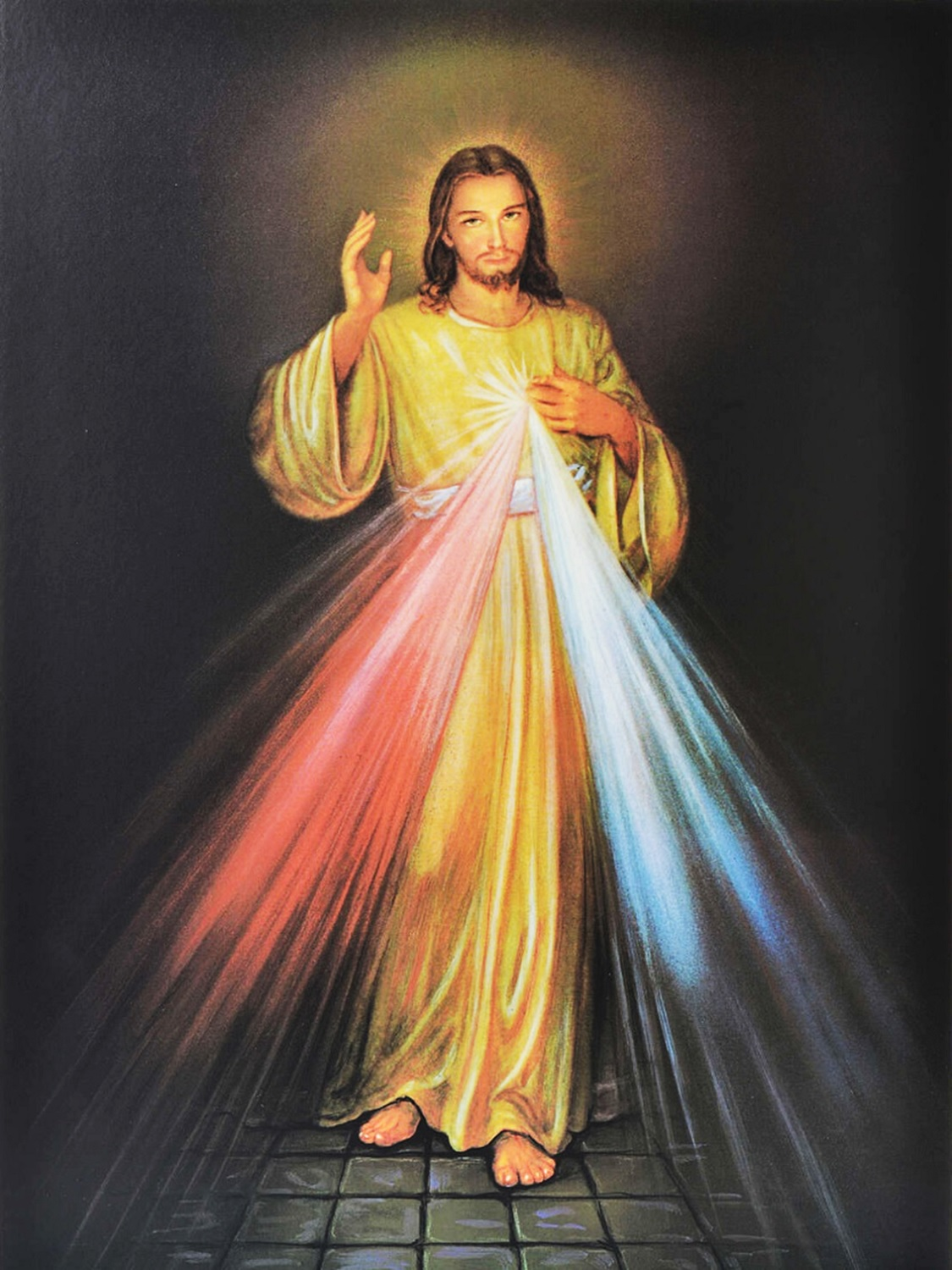
Imatge de la Divina Misericòrdia.

La imatge de la Divina Misericòrdia o de Jesús misericordiós, és la imatge de Jesús pintada d'acord amb les descripcions de la visió de Jesús per Santa Faustina. A sota està escrit: "Jesús, confio en Tu".
En relació amb aquesta imatge, Santa Faustina va escriure en seu diari aquestes paraules de Jesús:
- "Pinta una imatge segons el model que veus, i signa: "Jesús, confio en Tu".
- "Desitjo que aquesta imatge sigui venerada... al món sencer. Prometo que l'ànima que veneri aquesta imatge no morirà. També prometo, ja aquí a la terra, la victòria sobre els enemics, particularment a l'hora de la mort. Jo mateix la defensaré com a la meva pròpia glòria".
- "Mitjançant aquest quadre ompliré de gràcies les ànimes".
- "Els rajos de llum de la imatge representen la sang i l'aigua que van brollar del més íntim de la meva misericòrdia, quan a la creu el meu cor va ser obert amb la llança. El raig blanc representa l'aigua, que justifica les ànimes, i el vermell la sang, que és la vida de les ànimes... Feliç serà qui visqui sota la seva ombra, ja que la mà de la Justícia divina no arribarà a tocar-lo".

## Festa de la Divina Misericòrdia o Diumenge de la Divina Misericòrdia
La Festa de la Divina Misericòrdia és el primer diumenge després del diumenge de Resurrecció. Jesús va prometre a Santa Faustina la seva misericòrdia i el perdó total dels pecats a qui aquell dia es confessi i rebi la comunió. Aquesta festa ha estat declarada oficial a la litúrgia per l'Església.
Santa Faustina va escriure en el seu diari les següents paraules de Jesús, en relació amb la festa:
- "Desitjo que la Festa de la Misericòrdia sigui refugi i empara per a totes les ànimes, i especialment pels pobres pecadors... Vessaré tot un oceà de gràcies sobre les ànimes que s'acostin a la font de la meva misericòrdia. L'ànima que aquell dia es confessi i rebi la Santa Comunió obtindrà la remissió completa de les culpes i de les penes. Aquell dia romandran obertes totes les comportes divines a través de les quals flueixen les gràcies. Que ningú tingui por d'apropar-se a mi, encara que els seus pecats siguin els més atroços... La Festa de la Misericòrdia ha sortit de les meves entranyes, desitjo que se celebri solemnement el primer diumenge després de Pasqua de Resurrecció".

## L'hora de la Misericòrdia
L'hora de la misericòrdia és a les 3 de la tarda, l'hora en què va morir Jesús. Santa Faustina va escriure en el seu diari, respecte a aquesta hora, les següents paraules de Jesús:
- "A les 3 de la tarda prega per la meva misericòrdia, especialment pels pecadors, i encara que sigui per un brevíssim instant, absorbeix-te de la meva passió, en particular en el meu abandonament en el moment de l'agonia. Aquesta és l'hora de la gran misericòrdia cap al món. En aquella hora res no serà negat a l'ànima que m'ho demani pels mèrits de la meva passió".

## Jaculatòries a la Divina Misericòrdia
Santa Faustina va escriure en el seu diari aquestes jaculatòries o frases breus que són repetides sovint:
- «Jesús, confio en Tu.»
- «Oh, sang i aigua que vau brollar del cor de Jesús com una font de misericòrdia per a nosaltres, confio en Tu.»